# Џон Оби Микел
Џон Микел Нчеквубе Обина (22. април 1987. у Џосу), познатији као Џон Оби Микел, бивши је нигеријски фудбалер који је играо на средини терена. Бивши је капитен репрезентације Нигерије.

## Статистика каријере

### Репрезентативна
Ажурирано 1. априла 2020.
| Нигерија | Нигерија | Нигерија |
| Година   | Утакмице | Голови   |
| -------- | -------- | -------- |
| 2006     | 5        | 1        |
| 2007     | 4        | 0        |
| 2008     | 8        | 1        |
| 2009     | 5        | 0        |
| 2010     | 7        | 0        |
| 2011     | 8        | 0        |
| 2012     | 2        | 1        |
| 2013     | 16       | 1        |
| 2014     | 13       | 0        |
| 2015     | 3        | 0        |
| 2016     | 5        | 1        |
| 2017     | 4        | 1        |
| 2018     | 5        | 0        |
| 2019     | 4        | 0        |
| Укупно   | 89       | 6        |

## Успеси
Челси
- Премијер лига (2) : 2009/10, 2014/15.
- ФА куп (3) : 2006/07, 2008/09, 2011/12.
- Енглески Лига куп (1) : 2006/07.
- ФА Комјунити шилд (1) : 2009.
- УЕФА Лига шампиона (1) : 2011/12.
- УЕФА лига Европе (1) : 2012/13.

Нигерија
- Афрички куп нација (1) : 2013.
- Летње олимпијске игре 2016. : Бронзана медаља